# National Society of Film Critics Awards 1970
La 4ª edizione dei National Society of Film Critics Awards, annunciati il 5 gennaio 1970 all'Hotel Algonquin di Manhattan, ha premiato i migliori film del 1969 secondo i membri della National Society of Film Critics.

## Vincitori
A seguire vengono indicati i vincitori, in grassetto, e gli altri classificati, ciascuno col numero di voti ricevuti (tra parentesi):

### Miglior film
1. Z - L'orgia del potere (Z), regia di Costa-Gavras (21)
2. Baci rubati (Baisers volés), regia di François Truffaut (11)
3. Stéphane, una moglie infedele (La Femme infidèle), regia di Claude Chabrol (10)

### Miglior regista
1. François Truffaut - Baci rubati (Baisers volés) (12)
2. Costa-Gavras - Z - L'orgia del potere (Z) (11)
3. Claude Chabrol - Stéphane, una moglie infedele (La Femme infidèle) (9) ex aequo con Miklós Jancsó - L'armata a cavallo (Csillagosok, katonák) (9)

### Miglior attore
1. Jon Voight - Un uomo da marciapiede (Midnight Cowboy) (18)
2. Peter O'Toole - Goodbye, Mr. Chips (14)
3. Michel Bouquet - Stéphane, una moglie infedele (La Femme infidèle) (9) ex aequo con Robert Redford - Butch Cassidy (Butch Cassidy and the Sundance Kid ) e Gli spericolati (Downhill Racer) (9)

### Miglior attrice
1. Vanessa Redgrave - Isadora (24)
2. Jane Fonda - Non si uccidono così anche i cavalli? (They Shoot Horses, Don't They?) (16)
3. Verna Bloom - America, America, dove vai? (Medium Cool) (5) ex aequo con Maggie Smith - La strana voglia di Jean (The Prime of Miss Jean Brodie) (5) ex aequo con Ingrid Thulin - La caduta degli dei (5)

### Miglior attore non protagonista
1. Jack Nicholson - Easy Rider  - Libertà e paura (Easy Rider) (maggioranza assoluta al primo voto)

### Miglior attrice non protagonista
1. Delphine Seyrig - Baci rubati (Baisers volés) (13) ex aequo con Siân Phillips - Goodbye, Mr. Chips (13)
2. Verna Bloom - America, America, dove vai? (Medium Cool) (12) ex aequo con Dyan Cannon - Bob & Carol & Ted & Alice (12) ex aequo con Celia Johnson - La strana voglia di Jean (The Prime of Miss Jean Brodie) (12)

### Miglior sceneggiatura
1. Paul Mazursky e Larry Tucker - Bob & Carol & Ted & Alice (22)
2. Costa-Gavras e Jorge Semprún - Z - L'orgia del potere (Z) (18)
3. Alvin Sargent - Pookie (The Sterile Cuckoo) (6)

### Miglior fotografia
1. Lucien Ballard - Il mucchio selvaggio (The Wild Bunch) (16)
2. Miroslav Ondříček - Se... (if....) (11)
3. Haskell Wexler - America, America, dove vai? (Medium Cool) (8)

### Premi speciali
- Dennis Hopper per «i suoi risultati come regista, co-sceneggiatore e co-interprete principale» di Easy Rider  - Libertà e paura (Easy Rider)[1]
- Ivan Passer per Intimní osvětlení, «un esordio cinematografico dalla grande originalità»[1]